# Landschaftsschutzgebiet Delbrücker Schweiz

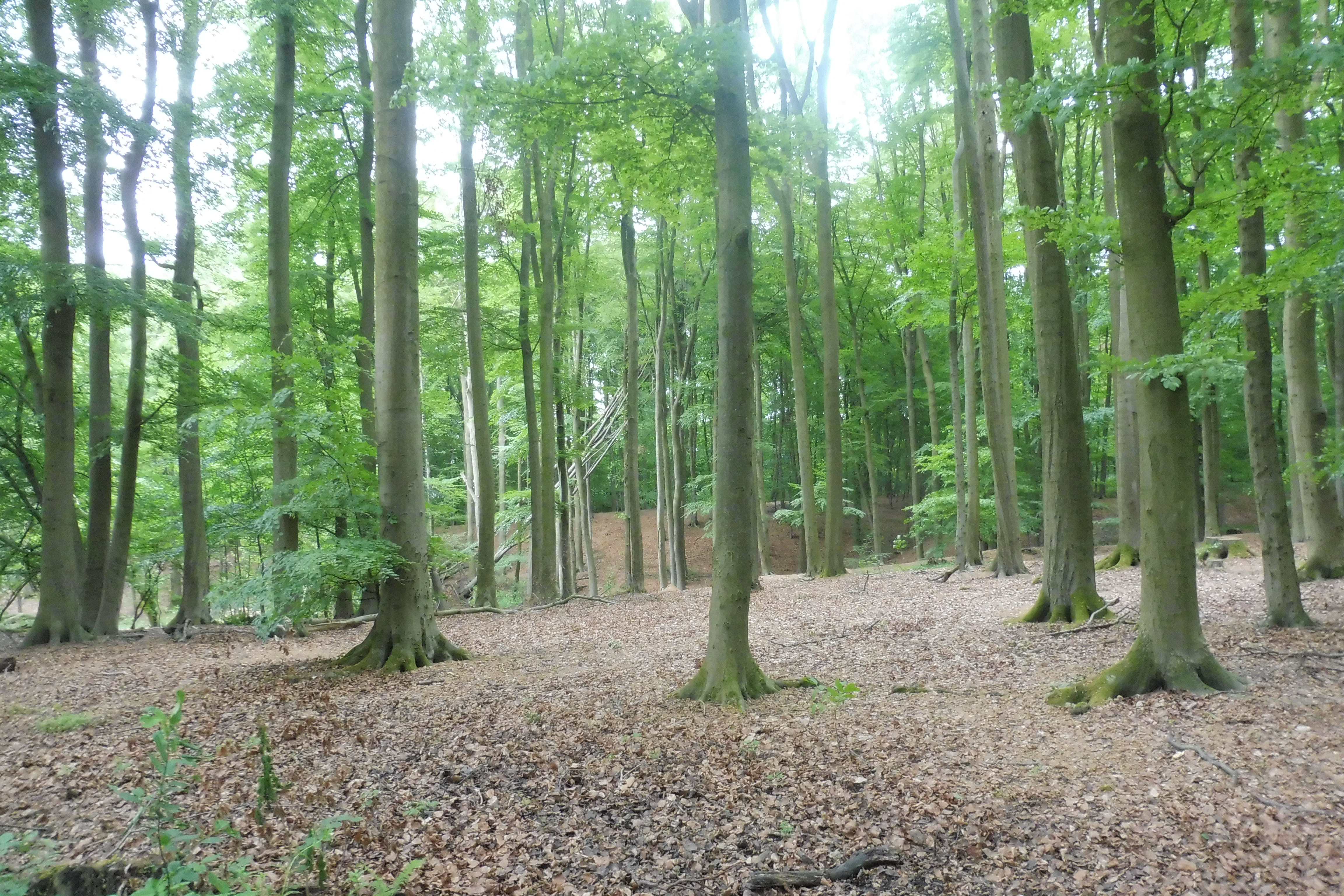
Buchenwald im LSG Delbrücker Schweiz

Das Landschaftsschutzgebiet Delbrücker Schweiz mit 22,75 ha Flächengröße bei Ausweisung liegt im Kreis Paderborn. Das Landschaftsschutzgebiet (LSG) wurde am 31. März 1970 vom Kreis Paderborn, mit Ermächtigung vom Regierungspräsidenten im Regierungsbezirk Detmold, ausgewiesen. Das Landschaftsschutzgebiet wurde 1970 mit einer Befristung bis zum §1. Dezember 1988 ausgewiesen. Laut Gesetz zum Schutz der Natur in Nordrhein-Westfalen (Landesnaturschutzgesetz – LNatSchG NRW) vom 21. Juli 2000 § 79 Überleitung bestehender Verordnungen, besteht das LSG aber weiterhin bis zum Inkrafttreten eines Landschaftsplans oder einer ordnungsbehördlichen Verordnung.

## Beschreibung
Im Süden und Osten grenzt das LSG an den Siedlungsbereich von Delbrück. Im Westen begrenzt die Rietberger Straße und im Norden die Straße Walde das Schutzgebiet. Nördlich vom LSG liegen landwirtschaftliche Bereiche und ein Tierfriedhof. Innerhalb des LSG liegen im Westen Teile der Gebäude der Baumschule Helfgerdt und das Tierhotel & Salon Graf. Im mittleren Bereich liegen noch zwei bebaute Anwesen. Sonst umfasst das LSG nur Laubwald und Grünland.
Die Verordnung des LSG verbietet das Errichten baulicher Anlagen, auch wenn sie keiner Baugenehmigung oder Bauanzeige bedürfen, sowie bauliche Änderungen der Außenseite bestehender baulicher Anlagen. Verboten ist auch die Aufforstung landwirtschaftlich nutzbarer Flächen mit Ausnahme der Ödländereien und die gänzliche oder teilweise Beseitigung oder Beschädigung von Hecken, Feld- oder Ufergehölzen in der freien Landschaft, ferner die Veränderung oder Anlegung von Wasserläufen oder Wasserflächen.

## Sonstiges
2020 wurde ein fünf Meter breiter und etwa 110 Meter langer mit Natursteinen geschotterter Weg und ein Holzlagerplatz im Landschaftsschutzgebiet Delbrücker Schweiz gebaut, ohne dass dafür eine Genehmigung vorlag. Ob nachträglich eine Genehmigung erfolgte, entschied als Forstbehörde der Landesbetrieb Wald und Holz NRW. Nachträglich wurde später eine Genehmigung erteilt.